# الفردانية الوعرة
الفردانية الوعرة أو (الصارمة)، وهو مصطلح أُشتِق من مفهوم الفردانية، والفردانية الوعرة هي ما تشير إلى الصفة، التي تُرى كقدوة ومثل اعلى، حيث يصبح الفرد معتمدا على نفسه ويحقق الاستقلال عن المساعدات الخارجية، ويقصد بذلك في الغالب الاستقلال عن مساعدة الدولة أو الحكومة، وبينما يُربط المصطلح غالبًا بمبدأ دعه يعمل دعه يمر والأتباع المرتبطين، فأنه صِيغ المصطلح فالحقيقة من قبل رئيس الولايات المتحدة هربرت هوفر. 

## في التاريخ
تعود أصول الفردانية الوعرة في الولايات المتحدة إلى فترة التخوم الأمريكي (الغرب الأمريكي القديم)، فمن أول فترة تطورها حتى اخرها، كان في عصر الغرب الأمريكي القديم في الولايات بشكل عام، قلة في الكثافة السكانية ولم يكن لديهم إلى القليل من البنية التحتية، وفي ظل الظروف الصعبة هذه كان على الأفراد ان يُعيلُوا أنفسهم للبقاء على قيد الحياة، وفي مثل هذه الظروف نجى الناس الذين قد فضلوا العمل بعزلة عن المجتمعات الكبيرة، وربما قاموا بتغيير معتقداتهم في خصوص هذا الأمر في الغرب القديم لصالح الفكر الفرداني تفضيلا على الفكر الجماعي.
وفي خضون منتصف القرن العشرين، ناصر وزير الداخلية السابق لهوفر ورئيس جامعة ستانفورد لفترة طويلة المدى، راي ليمان ويلبر هذا المفهوم، والذي كتب: «انه لمن الحديث الرائج أن لكل فردا الحق في تأمين نفسه اقتصاديا، وان الحيوانات والطيور الوحيدة التي أعرف أنها تتمتع بالأمان الإقتصادي هي تلك المدجنة - التي يُتحكم في أمانهم الاقتصادي بواسطة سياج من الأسلاك الشائكة وسكين الجزار الحادة ورَغَبَاتِ الآخرين، فتحلبُ، وتسلخُ، ويسلبُ منها بيضُها أو تُلتهمُ من قبل حماتها».

## التأثير على أمريكا المعاصرة
ولا يزال مفهوم الفردانية الصارمة جزءًا من الفكر الأمريكي، وفي عام 2016، وجد استطلاع أجرته مؤسسة بيو للأبحاث أن 57٪ من الشعب الأمريكي لا يؤمنون بأن النجاح في الحياة يحدد بعوامل خارجية، خارجة عن إرادتهم، وفوق ذلك ووجدت نفس مؤسسة الأبحاث هذه ان 58٪ من الشعب الأمريكي يفضلون الحكومة التي لا تتدخل في تلبية الإحتياجات المجتمعية على تلك التي تعمل بنشاط وجد على ذلك.
وأجريت مقابلة مع اكاديميين حول كتاب نشر في 2020 وعنوانه «الفردية الوعرة وسوء فهم اللامساواة الأمريكية»، والذي شارك في كتابته نعوم تشومسكي، وقد وجدوا إلى حد كبير إن الإيمان المستمر بهذا النوع من الفردانية عامل قوي في السياسات الأمريكية المتعلقة بي إنفاق الأموال على الخدمات الإجتماعية وغيرها، ويميل بعض افراد الشعب الأمريكي الذين يتبنون قيم الفردية الوعرة بقوة إلى النظر إلى أولئك الذين يسعون للحصول على المعونات الحكومية على أنهم مسؤولون عن موقفهم المادي، وهذا يؤدي إلى انخفاضا في الدعم للبرامج الرعائية الإجتماعية وزيادة في الدعم للمعايير المتشددة والصرامة لتلقي المعونات الحكومية،  ويمتد تأثير الفكر الفرداني الأمريكي أيضاً إلى التنظيمات الحكومية، ووُجد أن المناطق في أمريكا التي كانت جزءًا من الغرب الأمريكي القديم لفترة أطول، فبالتالي تأثرت بشكلاٍ اعمق بفترة التخوم (الغرب الأمريكي القديم)، كانت مقبلة بشكلا أكبر على دعم المرشحين الجمهوريين، والذين غالبًا ما يصوتون ضد التنظيمات مثل السيطرة على الأسلحة، وزيادة الحد الأدنى للأجور، والتنظيم البيئي. 

## تصريحات بارزة
دعماً لسياسة ومبدأ وفكرة (عدم التدخل الإقتصادي) الأمريكية:
«لقد واجهنا تحديًا بخيارٍ في وقت السلم، بين النظام الأمريكي للفردانية الوعرة والفلسفة الأوروبية للمذاهب المتعارضة تمامًا - مذاهب الأبوية ومذاهب الدولة الإشتراكية، وكان يعني قبول هذه الأفكار دمار الحكم الذاتي بواسطة مركزية الحكومة، وكان سيعني هذا تقويض المبادرة الفردية والمشاريع التي بواسطتها قد نما شعبنا إلى عظمة لا مثيل لها». : مقطع ما بعد الإنتخابات من خطاب هربرت هوفر بعد الانتخابات الرئاسية الأمريكية عام 1928 يشير إلى ما كان، من وجهة نظره، نموًا مفرطًا لسلطة الحكومة خلال الحرب العالمية الأولى تحت إدارات قبله تنصيبه، وفي مواجهة إنتشار الفقر الجماعي في الولايات المتحدة في خضون فترة الكساد العظيم، ندد الرئيس هوفر إلى عدم استخدام البرامج الحكومية للإعانة، والتي كان يخشى أن تؤدي إلى الإتكال الكامل على المعونات الحكومية، للتخفيف من المشكلات التي تواجه الدولة في تلك الأزمة، وكان هذا أول استعمالا معروف لعبارة «الفردية الوعرة».
انتقادات فكر ومبدأ دعه يعمل دعه يمر الأمريكية:
«في هذه البلدة لدينا اشتراكية للأغنياء، وفردانية وعرة للفقراء.» : - خطاب القس. د. مارتن لوثر كينج في 10 مارس 1968 بعنوان «أمريكا الأخرى»،  وانظر أيضًا إلى، التغريدة مشهورة بقلم السناتور فيرمونت بيرني ساندرز تشير إلى هذا الاقتباس من مارتن لوثر كينغ جونيور، والذي يزعم فيها عدم مساواة الحكومة في كيفية إنفاقها للأموال عندما تم استخدامه لإعانة الفقراء والأمريكيين من أصولا أفريقية بدلاً من الأمريكيين البيض الأثرياء. 